# FIBA Liga das Américas 2013
A Liga das Américas 2013 foi a sexta edição da competição, que envolve equipes de quase todos os continentes americanos. Nas edições anteriores participaram 16 equipes. Para este ano, a FIBA decidiu modificar o formato da liga e diminuiu o número de vagas para 12 equipes participantes.
As sedes deste evento na primeira fase foram: Guadalajara no México (Grupo A), Barquisimeto na Venezuela (Grupo B) e Quito no Equador (Grupo C).

## Grupos
| Grupo A              | Grupo B                | Grupo C                  |
| -------------------- | ---------------------- | ------------------------ |
| Lanús                | Lobos Brasília         | São José                 |
| Pinheiros            | Flamengo               | Mavort                   |
| Osos Guadalajara     | Fuerza Regia           | Pioneros de Quintana Roo |
| Estrellas Orientales | Estrellas Occidentales | Capitanes de Arecibo     |

## Primeira Fase

### Grupo A
| Pos. | Equipe               | Pts | PJ | PV | PP | PF  | PC  | Dif  |
| ---- | -------------------- | --- | -- | -- | -- | --- | --- | ---- |
| 1.   | Lanús                | 5   | 3  | 2  | 1  | 271 | 233 | 38   |
| 2.   | Pinheiros            | 5   | 3  | 2  | 1  | 279 | 231 | 48   |
| 3.   | Osos Guadalajara [a] | 5   | 3  | 2  | 1  | 277 | 256 | 21   |
| 4.   | Estrellas Orientales | 3   | 3  | 0  | 3  | 239 | 346 | -107 |

[a] ^  Eliminado por descumprimento de regras.
| Data           | Hora  | Partida              | Partida  | Partida              |
| -------------- | ----- | -------------------- | -------- | -------------------- |
| 1 de fevereiro | 20:00 | Lanús                | 86 – 74  | Pinheiros            |
| 1 de fevereiro | 22:00 | Osos de Guadalajara  | 118 – 94 | Estrellas Orientales |
| 2 de fevereiro | 20:00 | Estrellas Orientales | 75 – 107 | Lanús                |
| 2 de fevereiro | 22:00 | Pinheiros            | 84 – 75  | Osos de Guadalajara  |
| 3 de fevereiro | 20:00 | Pinheiros            | 121 – 70 | Estrellas Orientales |
| 3 de fevereiro | 22:00 | Osos de Guadalajara  | 84 – 78  | Lanús                |

### Grupo B
| Pos. | Equipe                 | Pts | PJ | PV | PP | PF  | PC  | Dif |
| ---- | ---------------------- | --- | -- | -- | -- | --- | --- | --- |
| 1.   | Lobos Brasília         | 6   | 3  | 3  | 0  | 292 | 226 | 66  |
| 2.   | Flamengo               | 5   | 3  | 2  | 1  | 309 | 226 | 83  |
| 3.   | Fuerza Regia           | 4   | 3  | 1  | 2  | 227 | 304 | -77 |
| 4.   | Estrellas Occidentales | 3   | 3  | 0  | 3  | 241 | 313 | -72 |

| Data            | Hora  | Partida                | Partida  | Partida                |
| --------------- | ----- | ---------------------- | -------- | ---------------------- |
| 8 de fevereiro  | 20:00 | Flamengo               | 79 – 91  | Lobos Brasília         |
| 8 de fevereiro  | 22:00 | Estrellas Occidentales | 85 – 101 | Fuerza Regia           |
| 9 de fevereiro  | 20:00 | Fuerza Regia           | 59 – 109 | Flamengo               |
| 9 de fevereiro  | 22:00 | Lobos Brasília         | 91 – 80  | Estrellas Occidentales |
| 10 de fevereiro | 20:00 | Fuerza Regia           | 67 – 110 | Lobos Brasília         |
| 10 de fevereiro | 22:00 | Estrellas Occidentales | 76 – 121 | Flamengo               |

### Grupo C
| Pos. | Equipe                   | Pts | PJ | PV | PP | PF  | PC  | Dif |
| ---- | ------------------------ | --- | -- | -- | -- | --- | --- | --- |
| 1.   | Capitanes de Arecibo     | 5   | 3  | 2  | 1  | 292 | 265 | 27  |
| 2.   | Pioneros de Quintana Roo | 5   | 3  | 2  | 1  | 268 | 258 | 10  |
| 3.   | São José [b]             | 5   | 3  | 2  | 1  | 283 | 257 | 26  |
| 4.   | Mavort [c]               | 3   | 3  | 0  | 3  | 134 | 183 | -49 |

[b] ^  Classificado como segundo melhor terceiro colocado

[c] ^  Classificado substituindo a equipe eliminada do Grupo A.

| Data            | Hora  | Partida                  | Partida  | Partida                  |
| --------------- | ----- | ------------------------ | -------- | ------------------------ |
| 22 de fevereiro | 20:00 | Capitanes de Arecibo     | 92 – 96  | Pioneros de Quintana Roo |
| 22 de fevereiro | 22:00 | Mavort                   | 68 – 102 | São José                 |
| 23 de fevereiro | 20:00 | São José                 | 81 – 98  | Capitanes de Arecibo     |
| 23 de fevereiro | 22:00 | Pioneros de Quintana Roo | 81 – 66  | Mavort                   |
| 24 de fevereiro | 20:00 | Pioneros de Quintana Roo | 91 – 100 | São José                 |
| 24 de fevereiro | 22:00 | Mavort                   | 88 – 102 | Capitanes de Arecibo     |

## Segunda fase
O Grupo E foi disputado na cidade de Buenos Aires - Argentina, casa do Lanús. O Grupo F foi disputado na cidade de Cancún - México, casa do Pioneros de Quintana Roo.

### Grupos
| Grupo E   | Grupo F                  |
| --------- | ------------------------ |
| Lanús     | Pioneros de Quintana Roo |
| Flamengo  | Lobos Brasília           |
| Pinheiros | São José                 |
| Mavort    | Capitanes de Arecibo     |

### Grupo E
| Pos. | Equipe    | Pts | PJ | PV | PP | PF  | PC  | Dif |
| ---- | --------- | --- | -- | -- | -- | --- | --- | --- |
| 1.   | Lanús     | 6   | 3  | 3  | 0  | 256 | 217 | 39  |
| 2.   | Pinheiros | 5   | 3  | 2  | 1  | 242 | 252 | -10 |
| 3.   | Mavort    | 4   | 3  | 1  | 2  | 251 | 261 | -10 |
| 4.   | Flamengo  | 3   | 3  | 0  | 3  | 247 | 266 | -19 |

| Data        | Hora  | Partida   | Partida | Partida   |
| ----------- | ----- | --------- | ------- | --------- |
| 15 de março | 20:00 | Flamengo  | 85 – 88 | Pinheiros |
| 15 de março | 22:00 | Lanús     | 86 – 76 | Mavort    |
| 16 de março | 20:00 | Mavort    | 95 – 93 | Flamengo  |
| 16 de março | 22:00 | Pinheiros | 72 – 87 | Lanús     |
| 17 de março | 20:00 | Pinheiros | 82 – 80 | Mavort    |
| 17 de março | 22:00 | Lanús     | 83 – 69 | Flamengo  |

### Grupo F
| Pos. | Equipe                   | Pts | PJ | PV | PP | PF  | PC  | Dif |
| ---- | ------------------------ | --- | -- | -- | -- | --- | --- | --- |
| 1.   | Capitanes de Arecibo     | 5   | 3  | 2  | 1  | 265 | 283 | -18 |
| 2.   | Lobos Brasília           | 5   | 3  | 2  | 1  | 268 | 233 | 35  |
| 3.   | São José                 | 4   | 3  | 1  | 2  | 212 | 230 | -18 |
| 4.   | Pioneros de Quintana Roo | 4   | 3  | 1  | 2  | 226 | 225 | 1   |

| Data        | Hora  | Partida                  | Partida   | Partida                  |
| ----------- | ----- | ------------------------ | --------- | ------------------------ |
| 22 de março | 18:00 | Lobos Brasília           | 106 – 108 | Capitanes de Arecibo     |
| 22 de março | 20:00 | Pioneros de Quintana Roo | 66 – 70   | São José                 |
| 23 de março | 18:00 | São José                 | 61 – 82   | Lobos Brasília           |
| 23 de março | 20:00 | Capitanes de Arecibo     | 75 – 96   | Pioneros de Quintana Roo |
| 24 de março | 18:00 | São José                 | 81 – 82   | Capitanes de Arecibo     |
| 24 de março | 20:00 | Pioneros de Quintana Roo | 64 – 80   | Lobos Brasília           |

## Quadrangular final
O Final Four foi disputado na cidade de Arecibo - Porto Rico, casa do Capitanes de Arecibo.
| Pos. | Equipe               | Pts | PJ | PV | PP | PF  | PC  | Dif |
| ---- | -------------------- | --- | -- | -- | -- | --- | --- | --- |
| 1.   | Pinheiros            | 5   | 3  | 2  | 1  | 251 | 227 | 24  |
| 2.   | Lanús                | 5   | 3  | 2  | 1  | 234 | 213 | 21  |
| 3.   | Capitanes de Arecibo | 4   | 3  | 1  | 2  | 246 | 253 | -7  |
| 4.   | Lobos Brasília       | 4   | 3  | 1  | 2  | 208 | 246 | -38 |

| Data        | Hora  | Partida              | Partida | Partida              |
| ----------- | ----- | -------------------- | ------- | -------------------- |
| 11 de abril | 18:00 | Lanús                | 77 – 49 | Lobos Brasília       |
| 11 de abril | 20:00 | Capitanes de Arecibo | 76 – 88 | Pinheiros            |
| 12 de abril | 18:00 | Lanús                | 66 – 82 | Pinheiros            |
| 12 de abril | 20:00 | Lobos Brasília       | 74 – 88 | Capitanes de Arecibo |
| 13 de abril | 18:00 | Capitanes de Arecibo | 82 – 91 | Lanús                |
| 13 de abril | 20:00 | Pinheiros            | 81 – 85 | Lobos Brasília       |

## Estatísticas na temporada

### Líderes em estatísticas individuais
| Categoria             | Jogador            | Time           | Estatísticas/Pontos |
| --------------------- | ------------------ | -------------- | ------------------- |
| Pontos por jogo       | Shamell Stallworth | Pinheiros      | 20,2                |
| Rebotes por jogo      | Rafael Mineiro     | Pinheiros      | 7,6                 |
| Assistências por jogo | Nezinho            | Lobos Brasília | 7,0                 |
| Roubos por jogo       | Nezinho            | Lobos Brasília | 2,1                 |
| Tocos por jogo        | Robert Clark       | Lanús          | 0,9                 |

## Premiação
| FIBA Liga das Américas 2013   |
| Brasil                        |
| ----------------------------- |
| Pinheiros Campeão (1º título) |